# Бориславський історико-краєзнавчий музей
Істо́рико-краєзна́вчий музе́й міста Борислава —  музей у місті Бориславі Дрогобицького району Львівської області, зібрання матеріалів і предметів з природи, культури та історії Борислава та навколишніх сіл, зокрема, місцевих нафтових промислів. Основу експозиції склали  експонати Бориславського міського краєзнавчого музею, який припинив свою роботу в жовтні 1989 року і зберігалися у різних місцях, періодично перевозилися з місця на місце і зазнали нищення і руйнування.   
Музей розташований у центрі міста за адресою: вул. Т. Шевченка, 75, м. Борислав (Дрогобицький р-н, Львівська область), Україна.

## З історії музею
Створення Бориславського міського краєзнавчого музею, починаючи від 20 березня 1986 року, було приурочено до святкування 600-ліття міста Борислав. 
Збором фондів музею, на громадських засадах, займався вчитель біології місцевої середньої школи Микола Крижанівський (який і став першим директором закладу). Для допомоги йому була створена музейна рада, що складалася з близько 10 осіб. Частину матеріалів для музею було забрано з музею Івана Франка та Стефана Коваліва (завідувач на громадських засадах - Михайло Івасенко) та музею нафтогазової промисловості (завідувач на громадських засадах - Ярослав Мирка). Деякі жителі Борислава віддавали свої речі та документи для музею. Його фонди знаходилися у дерев'яному приміщенні старої СШ № 4, яке нині не існує, а місце для експозиції було надано в будівлі костелу (тепер храм Св.Анни УГКЦ, Паломницький центр), що викликало неоднозначну реакцію в місцевих мешканців. 
Згодом, через хворобу, М. Крижанівський залишив посаду директора музею. А за деякий час, зокрема 12 січня 1989 року на цю посаду було призначено Степана Сторонського. Однак заклад у цей час майже не працював у зв’язку з початком відродження релігійних свобод у Бориславі і зокрема поверненням культової споруди релігійній громаді в жовтні1989 року припинив свою роботу..
Приміщення для музею, який фактично наново створювався від 1992 року, було запропоновано на загальноміському мітингу в останню неділю червня 1989 року, для Меморіального музею жертв НКВД.  Це був будинок ЗАГСу на вул. Шевченка, 75 в самому центрі міста, сумновідомий як катівня НКВС.    
Створений  Історико-краєзнавчий музей міста Борислава у складі природничого, історичного, меморіального відділів та галереї (виставкової зали), за пропозицією завідувача відділу культури Бориславської міської ради Андрія Спаса і підтриманий громадкістю міста Борислава, ухвалою XIII сесії Бориславської міської ради народних депутатів № 149 від 26.02.1993 року "Про утворення Історико-краєзнавчого музею м.Борислава".
Вже за Незалежної України, в 1995 році з припиненням функціонування Бориславського Музею нафтової і газової промисловості в 1994 році, який знаходився у колишньому Палаці культури нафтовиків (у 2003 році розпочато відродження, фактично нове створення музею), частина його фондів були передані до Історико-краєзнавчого музею м. Борислава.
В 1993 році в музеї створено виставкову залу загальною експозиційною  площею  64 м².

## Експозиція
Постійнодіюча експозиція Історико-краєзнавчого музею міста Борислава розміщена у 11 залах: 
1. Світлиця — вхідна кімната, візитівка міста Борислава. Тут представлені: вишивана карта міста Борислава, вишита картина бориславської мисткині Алли Муляви,  картини  відомих в Україні і за кордоном митців — Миколи Могилата, викладача Львівського державного фахового коледжу декоративного та ужиткового мистецтва ім. І.Труша та Львівської Національної академії мистецтв, Ірини Гресик  — Заслуженої художниці України, Олексія Полякова —Народного художника України. Експозиції  присвячені:   місцевим мешканцям - жертвам НКВД;   політв’язню, Лауреату Національної премії ім. Тараса Шевченка поетові та письменнику Іванові Федоровичу Гнатюку,  а також експозиція "З археологічних знахідок на теренах Борислава".
2. Природничий відділ  — складається з 2 експозиційних залів, розповідає про тваринний та рослинний світ місцевості, корисні копалини, кліматичні умови; Включає в себе три діорами життя тварин "На водоймах", "У передгір’ї Карпат" (з 3-D ефектом)  та "На високогір’ї Карпат".
3. Історичний відділ    —  складається з двох експозиційних залів та міжкімнатного простору.  Первіснообщинний лад, Середньовіччя. а також Бойківщина. Тут представлені рештки мамонта, знаряддя праці та предмети побуту, бджільництва, ткацтва. Цікавий експонат — бочка з суцільного дерева (кадуб);  Експозиція нафто-газо-озокеритовидобуток в історії Борислава кінця XIX — початку ХХ ст. — містить матеріали з історії міських нафтових промислів, зокрема знаряддя праці для добування нафти,  макети нафтових веж та ями-копанки, озокеритну вагонетку.   Також представлені фотографії Борислава, портрет винахідника очистки нафти Йогана Зега, гасові лампи. Показано видобуток озокериту та побутові речі: гасовий примус, віялка для зерна, пристрої для вичавлювання лляної олії, різання тютюну, пошиття робочих рукавиць, мухоловка та інші.  Картини писані озокеритом та воском художника Павла Деленкевича, живопис Дмитра Ланяка, панорамна картина міста Борислава 1918 року Ромуальда Волькеля; Експозиція «Борислав і ІІ світова війна»; Експозиція "Герої не вмирають", приурочена подіям новітньої московсько=української війни.
4. Меморіальний відділ — розташований у шести кімнатах (одна — на першому поверсі, дві — на другому поверсі, чотири — у підвалі). Це експозиції: 1) "Як Ви умирали, Вам дзвони не грали" — присвячена жертвам НКВД, закатованим у цьому будинку.  2) "Життя і творчість Стефана Коваліва" — присвячена місцевому вчителю, директору школи, публіцисту. Тут зібрані особисті речі, фотографії, документи  літератора і краєзнавця[2]. 3) "Світлиця Ірини Сеник" — Героїні світу, Почесної громадянки міста Борислава (1996 р.) і міста Львова (2003 р.), довголітньої членкині ОУН, багатолітнього політв’язня комуно-більшовицьких концтаборів, мисткині художньої вишивки та поетеси (08.061926 р.н - 25.10.2009 р.с.); 4) "Історія знищення та пор’ятунку: Голокост в галицькому нафтовому басейні", або Спільна пам’ять крізь кордони! —  виставка подарована музею професором Юзефом Ліпманом (виходцем з Борислава) у 2013 році та "Українці — праведники Світу", виставка подарована Благодійним фондом "Коло" у 2023 році і розміщені у чотирьох кімнатах підвалу музею.

У міжкімнатному просторі музею представлені картини сучасних митців: Сергія Зав’ялова, Михайла Яремківа, Романа Ющака, Романа Ковалика, Наталії Івженко, Любові Панів, Світлани Стародубцевої, Людмили Горбачик, Лідії Федай, Валерія Євстіфеєва, Світлани Дзедзей, Василя Лялюка та інших.
Також діє  галерея  (виставкова зала)  в якій щорічно експонується від шести до одинадцяти виставок митців (від початківців.до знаних в Україні і за кордоном).

## Виноски
1. 1 2  Тарнавський Р., Микулич О. Церква св. Анни (Борислав-Волянка). Історія та сучасність. 100 років. [Архівовано 3 травня 2009 у Wayback Machine.], Борислав, 2002, 114 стор.
2. 1 2  Бориславський історико-краєзнавчий музей [Архівовано 10 серпня 2009 у Wayback Machine.] на Вебресурс про Карпатський регіон України [Архівовано 10 листопада 2010 у Wayback Machine.]
3. ↑  Микулич О. Пам'ятки техніки й галузево-промислові музеї м. Борислава та смт. Східниці. [Архівовано 3 травня 2009 у Wayback Machine.] // Технічний музей: історія, досвід, перспективи. Матеріали І міжнародної науково-практичної конференції 15—17 травня 2008 року., Київ, 2008. (оригінальний текст російською), стор. 87—93